# Antonio Marín y Gutiérrez
Antonio Marín Gutiérrez fue un poeta y dramaturgo español de mediados del siglo XIX.

## Biografía
Poco se sabe sobre él. Al parecer, él o un homónimo fue escribiente en la Dirección General de Sanidad Militar en julio de 1847, según noticia de El Espectador. Aparece una notable poesía suya en el Álbum del bardo. Colección de artículos en prosa y verso de varios autores (Madrid: Imprenta de Boix Mayor y compañía, 1850), una antología colectiva del movimiento romántico. También de esa época es su corta producción dramática, toda ella en prosa, y representada y editada en Madrid con éxito entre 1849 y 1852; consiste fundamentalmente en un puñado de comedias originales y otro de traducciones libres del francés, pero también adaptó en cuatro actos a un clásico autor de la Escuela de Calderón, Francisco de Rojas Zorrilla: No hay amigo para amigo (1852). Es preciso mencionar que llamó la atención de la crítica su pieza teatral de contenido social Clases pasivas (1849). En ella aparecen como personajes una huérfana, una viuda, dos jubilados y un cesante de Hacienda.

## Obras

### Dramáticas originales
- Clases pasivas : apropósito dramático, original y en un acto / por don Antonio Marín y Gutiérrez ; Ejecutado por primera vez, con aplauso, en el beneficio de don Antonio de Guzmán (por los actores del Teatro del Príncipe, en el de la Cruz de esta corte), en la noche del 26 de marzo del presente año. Madrid : Imprenta de D. S. Omaña, 1849.
- Mi media naranja : a propósito dramático original y en un acto /por Don Antonio Marín y Gutiérrez. Representada, con general aplauso, por primera vez, en el teatro de la Cruz de esta Corte en la noche del 9 de febrero del presente año. Madrid : Imprenta de D. S. Omaña, 1849.
- Dos á dos : comedia en un acto y en verso / original de don Antonio Marín y Gutiérrez ; representada por primera vez con aplauso en el Teatro nuevo de Variedades en la noche del 12 de septiembre del presente año, Madrid : Imprenta de S. Omaña, 1850.
- Alberto y Germán :comedia en un acto por... Representada con aplauso en el teatro lírico de la Comedia (Variedades), la noche del 14 de diciembre de 1850 Madrid : Imprenta de Vicente de Lalama, 1851.

### Dramáticas adaptadas
- Entre primavera y otoño : pieza en un acto / arreglada á la escena española por A. M. Gutiérrez.	[Barcelona] : Impr. de Narciso Ramírez, s. a.
- El secretario y el cocinero : comedia en un acto / arreglada á la escena española por A. M. Gutiérrez. [S. l.] : Impr. de Narciso Ramírez, s. a.
- Francisco Rojas Zorrilla, No hay amigo para amigo : comedia escrita en tres actos y en verso / por don Francisco de Roxas; refundida y puesta en cuatro actos por D. Antonio Marín y Gutiérrez; representada por primera vez en el teatro del Príncipe de esta corte en la noche del 7 de mayo del presente año. Madrid: Imprenta que fue de Operarios, a cargo de D. F. R. del Castillo, 1852.
- De la mano a la boca :comedia en tres actos y en prosa / arreglada al teatro español por D. Antonio Marín y Gutiérrez. Representada por primera vez con aplauso en la noche del 15 de junio del presente año, en el teatro Supernumerario de la Comedia á beneficio de D. Manuel Jiménez, Madrid: imprenta de Vicente de Lalama, 1850.
- Un tío en las Californias :comedia en un acto traducida del francés por... Representada por primera vez en el teatro del Drama, el 23 de mayo de 1851 Madrid : Imprenta de Vicente de Lalama, 1851.
- Compuesto y sin novia : comedia de gracioso en dos actos y en prosa, traducida del francés por A. M. y G. Representada por primera vez en el Teatro supernumerario de la Comedia (Variedades), en la noche del 18 de enero de 1851 Madrid : Imprenta de Vicente de Lalama, 1852
- De balcón a balcón : juguete cómico en un acto / arreglado á nuestra escena por D. Antonio Marín y Gutiérrez. Representado por primera vez en el teatro del Príncipe en la noche del 14 de enero de 1852, Madrid : Imprenta de Vicente de Lalama, 1852.
- ¡¡Por casarse!! Comedia en un acto y en prosa / traducida del francés por D. Antonio Marín y Gutiérrez. Madrid : Vicente de Lalama, 1851.